# 수지초등학교 (경기)
수지초등학교는 대한민국 경기도 용인시 수지구 풍덕천동에 있는 공립 초등학교이다.

## 학교 연혁
| 1932년 | 11월 22일 | 수지공립보통학교(4년제) 개교               |
| 1938년 | 4월 1일   | 수지공립심상소학교로 개칭                  |
| 1941년 | 4월 1일   | 수지공립국민학교(6년제)로 개칭             |
| 1950년 | 6월 1일   | 수지국민학교로 개칭                        |
| 1964년 | 10월 28일 | 고기국민학교 분리                          |
| 1969년 | 5월 20일  | 산의국민학교 분리                          |
| 1981년 | 3월 10일  | 병설유치원 개원                            |
| 1989년 | 12월 12일 | 강당, 사택 1동, 7개 교실 증축              |
| 1996년 | 3월 1일   | 수지초등학교로 개칭                        |
| 2000년 | 3월 1일   | 상현초등학교 분리(20학급, 660명)           |
| 2000년 | 8월 23일  | 신월초등학교 분리(18학급, 760명)           |
| 2000년 | 10월 21일 | 정평초등학교 분리(23학급, 789명)           |
| 2001년 | 3월 2일   | 성복초등학교 분리(12학급, 98명)            |
| 2009년 | 3월 2일   | 지역 영재학급 운영(2학급)                  |
| 2012년 | 3월 1일   | 제20대 윤점섭 교장 부임                    |
| 2012년 | 12월 22일 | 강당리모델링 공사 착공                     |
| 2013년 | 2월 15일  | 제78회 졸업(109명 졸업, 총 7573명)         |
| 2013년 | 3월 1일   | 17학급 편성 운영(유치원 1학급, 특수 1학급) |
| 2014년 | 2월 14일  | 제79회 졸업(87명 졸업, 총 7660명)          |
| 2014년 | 3월 1일   | 제21대 서석일 교장 부임                    |
| 2015년 | 2월 13일  | 제80회 졸업(73명 졸업, 총 7733명)          |
| 2015년 | 3월 1일   | 18학급 편성(특수1, 유치원1학급)            |
| 2016년 | 2월 19일  | 제81회 졸업(84명 졸업, 총 7817명)          |
| 2016년 | 3월 1일   | 제22대 송인옥 교장 부임                    |

## 학교 상징
- 교화 - 개나리 : 밝고 명랑하며 따뜻한 마음을 지니고 협동, 봉사, 자율 정신이 습관화된 사람
- 교목 - 플라타너스 : 원대한 포용력을 지니고 고귀한 품위와 늠름한 기상을 갖춘 사람
- 교조 - 비둘기 : 자유와 평화를 사랑하며 정직한 사람

## 참고 자료
- 수지초등학교 - 한국교육학술정보원 학교알리미